# Била Пестивјен
Била Пестивјен (фр. Bulat-Pestivien) насељено је место у Француској у региону Бретања, у департману Приморје.
По подацима из 2011. године у општини је живело 462 становника, а густина насељености је износила 14,79 становника/km².

## Демографија
| 1962. | 1968. | 1975. | 1982. | 1990. | 2011. |
| ----- | ----- | ----- | ----- | ----- | ----- |
| 970   | 812   | 658   | 531   | 446   | 462   |